# Malokoneve, Kompaniivka
Malokoneve (în ucraineană Малоконеве) este un sat în comuna Cervona Sloboda din raionul Kompaniivka, regiunea Kirovohrad, Ucraina.

## Demografie
Componența lingvistică a localității Malokoneve
     Ucraineană (100%)
Conform recensământului din 2001, toată populația localității Malokoneve era vorbitoare de ucraineană (100%).